# Albertisia capituliflora
Albertisia capituliflora är en tvåhjärtbladig växtart som först beskrevs av Friedrich Ludwig Diels, och fick sitt nu gällande namn av Lewis Leonard Forman. Albertisia capituliflora ingår i släktet Albertisia och familjen Menispermaceae. Inga underarter finns listade i Catalogue of Life.